# Noordhoek (Pays-Bas)
Pour les articles homonymes, voir Noordhoek.
Noordhoek est un village situé dans la commune néerlandaise de Moerdijk, dans la province du Brabant-Septentrional. Le 1er janvier 2005, le village comptait 1 112 habitants
L'église Saint-Joseph construite en 1921 est l'une dès premières réalisations de l'architecte bénédictin Dom Bellot qui mena également les travaux de construction de l'abbaye Saint-Paul d'Oosterhout située à une trentaine de kilomètres de Noordhoek.